# Dva z jednoho města
Dva z jednoho města byla velká hudebně-soutěžní revue Československé televize, vysílaná z různých měst ČSSR v letech 1983 až 1986.
Nosnou ideou pořadu bylo soutěžení dvou družstev, složených ze zaměstnanců dvou místních vytipovaných podniků, v neobvyklých disciplínách tematicky spjatých s výrobním programem těchto podniků (strojírenských, potravinářských, textilních aj.). Průvodcem pořadu byl Josef Dvořák jako hlavní moderátor, v pilotním dílu z Plzně účinkoval také Pavel Lukeš jako moderátor soutěžních disciplín. Čas mezi jednotlivými koly soutěže vyplňovala vystoupení jak tehdejších hvězd pop music, tak i komiků, baletních a tanečních skupin atd.

## Seznam lokací
1. Plzeň (26. února 1983) – vysíláno ze zimního stadionu.[1] Soupeřili spolu zaměstnanci koncernového podniku Škoda a národního podniku Západočeské pivovary (Prazdroj+Gambrinus), symbolickou kapitánkou družstva Prazdroj byla Helena Vondráčková a symbolickým kapitánem družstva Škoda Josef Laufer, jako plzeňští rodáci se představili jak spolumoderátor Pavel Lukeš, tak i zpěvák Karel Gott. V soutěžích vedla spíše Škoda, celkovým vítězem se však staly pivovary[2]
2. Pardubice (23. července 1983) – vysíláno z Pernštýnského náměstí.[3][4] Soutěžily podniky Tesla a Dynamo. Kapitány týmů byli Petra Černocká a Milan Drobný.
3. České Budějovice (3. března 1984) – vysíláno z městského plaveckého bazénu.[5][6] Soutěžila družstva Koh-i-nooru a Svazu rybářů. Kapitány týmů byli Waldemar Matuška a Karel Černoch.
4. Karlovy Vary (26. května 1984) – vysíláno z velkého sálu hotelu Thermal.[7] Soupeřili spolu zaměstnanci Československých státních lázní s kapitánkou Hanou Zagorovou a závodu Porcelánka Stará Role s kapitánkou Marií Rottrovou.[8]
5. Bratislava (30. června 1984)[9]
6. Gottwaldov (17. listopadu 1984)[10]
7. Trnava (27. dubna 1985)[11]
8. Praha (22. června 1985) – vysíláno ze stadionu Sparty.[12][13] Kapitány týmů byli Jiřina Bohdalová (Sparta Praha ČKD) a Petr Janda (Slavia Praha IPS).
9. Liberec (7. září 1985) – vysíláno z areálu státního zámku Sychrov.[14] Soupeřily spolu n.p. Textilana a Elitex.
10. Kladno (26. dubna 1986)[15][16]
11. Žilina (17. května 1986)[17]
12. Brno (13. září 1986)[18][19]
13. Hradec Králové (22. listopadu 1986) – vysíláno z krytého zimního stadionu.[20]

Střihový díl
- Dva z nejednoho města (1986)[21]

## Zajímavosti
Idea pořadu a scénář pilotního dílu byly schváleny šéfredaktorem Jiřím Eliášem dne 11. prosince 1982.
Autoři pořadu od počátku počítali s tím, že průvodcem pořadu bude Josef Dvořák. Ten však tuto práci vehementně odmítal, protože s velkou revuální soutěží neměl zkušenosti – souhlasil s tím až po dohodě, že moderování soutěží obstará profesionální moderátor Pavel Lukeš. Přesto však později přiznal, že i tak pro něj byly tyto pořady velkým psychickým vypětím a „každý díl mu zkrátil život o týden“.
Pořad se stal i terčem několika parodií, například v zábavném pořadu Možná přijde i kouzelník vystupoval kolektiv fiktivního podniku Rotor, soutěžící v přenosu vody mezi bazény.
Revue byla v rámci podobných pořadů ČST výjimečná tím, že byla vysílána v přímém přenosu.
Po ukončení výroby pořadu na tuto revui od února 1987 nepřímo navázal nejprve zcela odlišný soutěžní pořad Pět přání se stopáží 90 minut, později (od června 1987) velkolepá revue Jedeme dál se stopáží 120 až 180 minut. I ty byly vysílány v přímém přenosu, přestože se v nich stále častěji objevovaly protirežimní narážky.